# Тлянче-Тамак
Тлянче́-Тама́к (тат. Теләнче-Тамак) — село в Тукаевском районе Татарстана. Административный центр муниципального образования «Тлянче-Тамакское сельское поселение». Известно с 1721—1722 годов. В 1935—1959 годах — районный центр. В селе имеются объекты культурного наследия Республики Татарстан — памятники культовой архитектуры. Население в 1920 году достигало 2253 человека, в 2022 году оно составляло 1167 человек.

## География

### Географическое положение
Находится в лесостепной зоне, в Восточном Закамье, в пределах Бугульмино-Белебеевской возвышенности, на реке Иганя. Располагается 35 км юго-восточнее районного центра — города Набережные Челны. Высота над уровнем моря — 103 м.

### Климат
Территория села характеризуется умеренно-континентальным климатом с продолжительной холодной зимой и жарким коротким летом. По Классификации климатов Кёппена, климат села определяется как Dfb — влажный континентальный с тёплым летом.
| Показатель              | Янв.  | Фев.  | Март | Апр. | Май  | Июнь | Июль | Авг. | Сен. | Окт. | Нояб. | Дек. | Год   |
| ----------------------- | ----- | ----- | ---- | ---- | ---- | ---- | ---- | ---- | ---- | ---- | ----- | ---- | ----- |
| Средняя температура, °C | −11,4 | −11,2 | −4,6 | 4,9  | 13,1 | 17,8 | 19,9 | 16,8 | 11,2 | 3,8  | −4,1  | −9,5 | 3,9   |
| Норма осадков, мм       | 39,9  | 29,7  | 22,3 | 30,7 | 43,7 | 62,7 | 63,4 | 59,5 | 58,9 | 52,1 | 42,6  | 41,7 | 547,2 |
| Источник:               |       |       |      |      |      |      |      |      |      |      |       |      |       |

## История
Известно с 1721—1722 годов. Расположение деревни вблизи слияния двух речек Иганя и Иныш было обусловлено тем, что для жителей, одним из основных занятий которых было разведение скота, здесь можно было легче защитить скот от ветров и буранов и запастись сеном. В исторических документах упоминается также как Кламчитамак.
В XVIII — первой половине XIX века жители принадлежали к сословиям башкир-вотчинников, тептярей и государственных крестьян, а также ясачных татар, бобылей и отставных солдат. 
Занимались земледелием (в начале XX века сельская община владела 3506 десятинами земли), разведением скота, мукомольным и кузнечным промыслами. В начале XX века из хозяйственных построек отмечалось наличие трёх водяных мельниц, двух кузниц, двух хлебозапасных магазинов, восьми мелочных лавок.
С начала XIX века в селе действовало медресе. Во второй половине XIX века на средства мензелинского купца З. С. Хальфина была построена первая соборная мечеть. В конце 1890-х годов известный купец М. Хальфин построил в селе здание мектеба. В селе в конце XIX века сложился комплекс зданий медресе, построенный на средства З. С. Хальфина. В 1913—1914 годах на средства товарищества «Хальфины братья» была построена вторая соборная мечеть.Эта мечеть была закрыта в 1930‑е годы. В 1992 году был восстановлен утраченный минарет и мечеть была возвращена верующим.  
В 1917 году в селе начала действовать начальная школа, преобразованная в 1930 году в неполную среднюю. В 1929 году в селе был организован колхоз «Мэгариф» и в 1958, 1961 годах в его состав вошли соседние деревни. В 1994 году был преобразован в сельскохозяйственное коллективное предприятие, в 2005 году — в ООО «Агрофирма Кама».
До 1920 года село было в Нуркеевской волости, входившей в Мензелинский уезд Уфимской губернии. В 1920 году вошло в состав Мензелинского, в 1921 году — Челнинского кантонов ТАССР. В связи с упразднением кантонного деления в республике, 10 августа 1930 года было включено в Челнинский район. 10 февраля 1935 года стало центром Ворошиловского района, а 29 ноября 1957 года — Яна-Юлского района. 12 октября 1959 года перешло в Сармановский район, а 4 июня 1984 года — в Тукаевский район.

## Население
| 1859  | 1870  | 1897  | 1906  | 1920  | 1926  | 1938  |
| ----- | ----- | ----- | ----- | ----- | ----- | ----- |
| 623   | ↗962  | ↗1820 | ↘1665 | ↗2253 | ↘1685 | ↗1767 |
| 1949  | 1958  | 1970  | 1979  | 1989  | 2002  | 2010  |
| ↘1503 | ↗2047 | ↘1677 | ↘1505 | ↘1236 | ↘1202 | ↗1242 |
| 2020  | 2021  |       |       |       |       |       |
| ↘1160 | ↘1065 |       |       |       |       |       |

По переписи 2002 года в селе жили 1202 жителя (татары — 95%). По переписи 2010 года — 1242 человека. По переписи 2021 года — 1065 человек. Из 1065 указавших национальность были 964 татарина, 76 русских и 26 представителей других национальностей. Русский язык был родным для 85 человек (при этом использовали его 1030 человек), татарский — для 959 (использовали 956 человек). На начало 2022 года в селе жили 1167 человек (202 — младше трудоспособного, 630 — трудоспособного, 335 — старше трудоспособного возраста). В селе родился Хамит Зюбеир Кушай (1897—1984) — турецкий этнограф, археолог, востоковед-тюрколог, первый директор Этнографического Музея Анкары.

## Экономика
На территории села с 2013 года действуют агропромышленное предприятие ООО «АПК „Прибрежный“» и ООО «Торговый дом Прибрежный». Сельскохозяйственные производители села специализируются на растениеводстве, мясо-молочном животноводстве. Возле села имеются зерноток, склад горюче-смазочных материалов, машинно-тракторный парк.

## Транспорт
Через село проходят автомобильные дороги общего пользования регионального значения «„Набережные Челны — Сарманово“ — Тлянче-Тамак», «„Набережные Челны — Сарманово“ — Казаклар — Тлянче-Тамак», «Тлянче-Тамак — Останково — Торнаташ» и «Тлянче-Тамак — Чурашево».

## Инфраструктура
В селе с 1934 года (по другим сведениям, с 1980 г.) действует детский сад «Акчэчэк», с 1935 года (по другим сведениям, с 1976 г.) — средняя школа, с 1940 года — амбулаторная больница с автомобилем скорой помощи, с 1964 года — школа-интернат для детей с ограниченными возможностями здоровья, с 2001 года — дом-интернат для инвалидов и престарелых. Имеются почтовое отделение, отделение Сбербанка, спортивный зал подросткового клуба, магазины общей торговой площадью 90 кв. м, участковый пункт полиции, кладбище площадью 1,1734 га, парк культуры и отдыха.
Общая площадь села составляет 181,3742 га, жилого фонда — 40,68 тыс. кв. м индивидуальной и 4,098 тыс. кв. м многоквартирной застройки обеспеченностью 38,4 кв. м на человека, улично-дорожной сети — 13 км, в том числе 7,54 км с асфальто-бетонным покрытием. В селе 15 улиц и один переулок. Село газифицировано и электрифицировано. Водоснабжение осуществляется из подземных источников при помощи артезианских скважин и водонапорных башен. Общая протяжённость сетей водоснабжения — 9,868 км. Для многоквартирных домов используется централизованная система водоотведения. Население индивидуальной застройки пользуется септиками или выгребными ямами. Отопление застройки осуществляется от локальных источников теплоснабжения, работающих на газе.

## Культура и религия
К выявленным объектам культурного наследия Республики Татарстан относятся памятники культовой архитектуры: комплекс зданий медресе конца XIX века, первая соборная каменная мечеть второй половины XIX века, вторая соборная деревянная мечеть 1913—1914 годов. В селе сохранились усадьба, торговая лавка и зерноток Хальфиных (начало XX в.). В селе с 1932 года действует сельская библиотека, с 1989 года — дом культуры. В селе находятся две местные мусульманские религиозные организации — сельские приходы Тукаевского мухтасибата Духовного управления мусульман Республики Татарстан. Действуют две мечети. 

### Книги
- Багаутдинова Х. З. Татары Западного Приуралья в материалах государственных переписей населения 1795—1859 годов :  [рус.] : Справочное издание / Багаутдинова Х. З., Исхаков Р. Р., Файзрахманов И. З.. — Институт истории им. Ш.Марджани АН РТ. — Казань, 2022. — Т. 1 : Мензелинский уезд. — 8 с. ил. + 260 с.
- Кадыров Б. Г. Сохраняя наследие... :  [рус.] : справочник / Б. Г. Кадыров, под ред. А. В. Тимирясовой. — Институт экономики, управления и права (г. Казань). — Казань : Познание, 2015. — 134 с. — (Сокровищница Татарстана). — ISBN 978-5-8399-0524-5.
- Татары Уфимского уезда : материалы переписей населения 1722—1782 гг. :  [рус.] : справочное издание / ред. Р. Р. Исхаков. — Институт истории  им. Ш.Марджани АН РТ, 2-е изд. — Казань, 2021. — 16 ил., 240 с.

### Статьи
- Гайсин Р. И. Размещение сельского населения и населенных пунктов Республики Татарстан во второй половине XX и в начале XXI веков / Гайсин Р. И., Гайсин И. Т. // Самарский научный вестник. — 2013. — № 3 (4).
- Таиров Н. И. Татарские предприниматели и школьное образование в Поволжье и Приуралье (2-я половина XIX начало XX в.) // Новый исторический вестник. — 2008. — № 18.